# Ameca splendens
Ameca splendens är en fiskart som beskrevs av Miller och Fitzsimons, 1971. Ameca splendens ingår i släktet Ameca och familjen Goodeidae. Inga underarter finns listade i Catalogue of Life.
Arten förekommer endemisk i vattendrag väster om sjön Laguna de Chapala i delstaten Jalisco i västra Mexiko. Den vistas vanligen nära källor med klart vatten. Ibland ligger källan mellan rötter av stora träd. Ameca splendens delar reviret med andra fiskar som Goodea atripinnis (en ursprunglig art) eller Poecilia mexicana, svärdbärare, Heterandria bimaculata och guldtilapia (introducerade arter). Sällan hittas den tillsammans med Zoogoneticus purhepechus och Ictalurus dugesii. Födan utgörs av alger och andra små växter som förekommer på stenar.
Beståndet hotas av vattenföroreningar och av nya dammbyggnader. Turismen i regionen ökar och samtidig införs flera främmande arter. Till exempel är den införda fisken Heterandria bimaculata aggressiv mot andra fiskar. Den äter även andra fiskars ägg. IUCN kategoriserar arten globalt som akut hotad.

## Bildgalleri

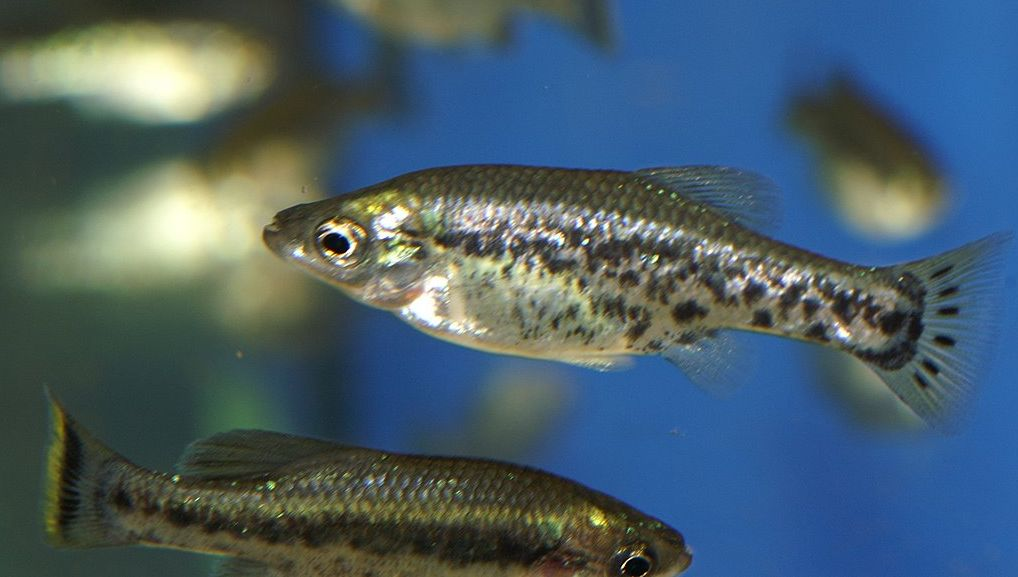